# اقتصاد إسكتلندا
سجل اقتصاد اسكتلندا ناتجًا محليًا إجماليًا اسميًا يصل تقديريًا إلى 170 مليار جنيه إسترليني في عام 2018. منذ سن قانوني الاتحاد 1707، كان اقتصاد اسكتلندا متوائمًا بشكل وثيق مع اقتصاد بقية المملكة المتحدة، وكانت إنجلترا تاريخيًا الشريك التجاري الرئيسي لها. ما زالت اسكتلندا تدير غالبية تجارتها داخل المملكة المتحدة: ففي عام 2017، بلغ مجموع صادرات اسكتلندا 81.1 مليار جنيه إسترليني، منها 48.9 مليار جنيه إسترليني (60%) كانت مع الدول المؤسسة للمملكة المتحدة، و14.9 مليار جنيه إسترليني مع الاتحاد الأوروبي، و17.6 مليار مع أنحاء العالم الأخرى.
كانت اسكتلندا إحدى القوى الصناعية في أوروبا منذ عصر الثورة الصناعية وما بعده، إذ كانت رائدة على مستوى العالم في مجال التصنيع. خلف هذا تركة في تنوع السلع والخدمات التي تنتجها اسكتلندا، من المنسوجات والويسكي والخبز الهش إلى المحركات النفاثة، والحافلات، وبرامج الحاسوب، والسفن، وإلكترونيات الطيران، والإلكترونيات الدقيقة، فضلًا عن الخدمات المصرفية والتأمين وإدارة الاستثمار وغيرها من الخدمات المالية ذات الصلة. على غرار أغلب الاقتصادات الصناعية المتقدمة الأخرى، شهدت اسكتلندا انحدارًا في أهمية الصناعات التحويلية والصناعات الاستخراجية الأولية. غير أن هذا اقترن بارتفاع في قطاع الخدمات في الاقتصاد، الذي نما ليصبح أكبر قطاع في اسكتلندا.
يجري التدخل الحكومي في اقتصاد اسكتلندا بصورة عامة من قبل حكومة المملكة المتحدة والحكومة الاسكتلندية عن طريق خزانة جلالة الملكة، برئاسة مستشار الخزانة وأمين مجلس الوزراء للشؤون المالية والدستور والاقتصاد على التوالي، ممثلين الإدراتين المسؤولتين عن المسائل المفوضة والمحتَفظ بها على التوالي. منذ عام 1979، انتهجت إدارة اقتصاد المملكة المتحدة (بما في ذلك اسكتلندا) مبدأ عدم التدخل واسع النطاق. يعد بنك إنجلترا البنك المركزي لاسكتلندا، وتتولى لجنة السياسة النقدية التابعة له مسؤولية تحديد أسعار الفائدة. تتداول اسكتلندا عملة الجنيه الإسترليني التي تعد أيضًا رابع أكبر عملة احتياطية في العالم بعد الدولار الأمريكي واليورو والين الياباني. تعد اسكتلندا (باعتبارها دولة مؤسسة للمملكة المتحدة) عضوًا في كل من دول الكومنولث، مجموعة الدول الصناعية السبع، مجموعة الثماني، مجموعة العشرين، صندوق النقد الدولي، منظمة التعاون الاقتصادي والتنمية، البنك الدولي، منظمة التجارة العالمية، البنك الآسيوي للاستثمار في البنية التحتية والأمم المتحدة.

## لمحة عامة
بعد الثورة الصناعية في اسكتلندا، ركز الاقتصاد الإسكتلندي على الصناعة الثقيلة، التي تهيمن عليها صناعات بناء السفن، والتنقيب عن الفحم والصلب. سمحت أيضًا المشاركة الاسكتلندية في الإمبراطورية البريطانية لاسكتلندا بتصدير إنتاجها إلى مختلف أنحاء العالم. غير أن الصناعات الثقيلة تدهورت في أواخر القرن العشرين، ما أدى إلى تحول في اقتصاد اسكتلندا نحو قطاع التكنولوجيا والخدمات. شهدت ثمانينيات القرن العشرين ازدهارًا اقتصاديًا في ممر سيليكون غلين بين غلاسكو وإدنبرة، مع انتقال العديد من شركات التكنولوجيا الكبيرة إلى اسكتلندا.
في عام 2007، وظفت الصناعة أكثر من 41 ألف شخص. تتمتع الشركات التي تتخذ من اسكتلندا مقرًا لها بمواطن قوة في نظم المعلومات، والدفاع، والإلكترونيات، والأجهزة وأشباه الموصلات. هناك أيضًا صناعة دينامية وسريعة النمو لتصميم الإلكترونيات وتطويرها، تقوم على الروابط بين الجامعات والشركات المحلية. كان هناك حضور كبير للجهات الفاعلة العالمية مثل ناشونال سيميكونداكتور وموتورولا. تشمل الصناعات الرئيسية الأخرى الخدمات المصرفية والمالية، والبناء، والتعليم، والترفيه، والتقانة الحيوية، ومعدات النقل، والنفط والغاز، والويسكي، والسياحة. في عام 2013، بلغ الناتج المحلي الإجمالي لاسكتلندا 248.5 مليار دولار أمريكي، شاملًا العائدات الناتجة عن النفط والغاز في بحر الشمال. تعد إدنبرة مركز الخدمات المالية في اسكتلندا مع وجود مقرات العديد من المؤسسات المالية الكبيرة هناك. تعد غلاسكو رابع أكبر مركز صناعي في المملكة المتحدة، إذ تمثل أكثر من 60% من صادرات اسكتلندا المصنعة. على الرغم من أن بناء السفن تضاءل إلى حد كبير من ارتفاعه في أوائل القرن العشرين، إلا أنه ما زال يشكل جزءًا كبيرًا من اقتصاد غلاسكو. تعد أبردين مركز إنتاج النفط والغاز الخارجي في بحر الشمال، إذ تضم مقرات إنتاج وتنقيب رئيسية أوروبية لشركات عملاقة مثل رويال داتش شل وبي بي. تشمل الصناعات الهامة الأخرى إنتاج المنسوجات والكيماويات والتقطير والزراعة وصنع الجعة وصيد الأسماك.

## نبذة تاريخية
عندما صدقت اسكتلندا على قانون الاتحاد لعام 1707، على الرغم من الدين الوطني لاسكتلندا، كانت الضرائب منخفضة بسبب تجنب الحرب، وازدهرت التجارة من البلطيق إلى الكاريبي. نتيجة لقانون الاتحاد، توقفت فجأة تجارة اسكتلندا القائمة مع فرنسا والبلدان المنخفضة. كان تحقيق الفوائد الاقتصادية للاتحاد التي وعد بها مؤيدو القانون بطيئًا، ما سبب سخطًا واسع النطاق بين السكان.
على الرغم من وضعهم الجديد باعتبارهم مواطنين في المملكة المتحدة، استغرق الأمر عقودًا طويلة ليحصل التجار الاسكتلنديون على موطئ قدم ملحوظ في الأسواق الاستعمارية التي هيمن عليها التجار الإنجليز والمشاغل. كانت الآثار الاقتصادية للاتحاد على اسكتلندا سلبية في الأجل القصير، وذلك بسبب زيادة أشكال الضرائب غير الشعبية (مثل ضريبة ملت في عام 1712) وفرض رسوم على الواردات، التي أهمل المستشار الاسكلتندي فرضها في وقت سابق على أغلب السلع التجارية. في نهاية المطاف، منح قانون الاتحاد اسكتلندا القدرة على الوصول إلى السوق العالمية في إنجلترا، الأمر الذي أدى إلى طفرة اقتصادية وثقافية. نسب عالم الاجتماع الألماني ماكس فيبر الفضل إلى «أخلاق العمل البروتستانتية» الكالفينية، الذي ينطوي على العمل الشاق والحس بالقضاء والواجب الإلهي، في روح المغامرة التجارية للاسكتلنديين.
كان النمو سريعًا بعد عام 1700، إذ بدأت الموانئ الاسكتلندية، وخاصة الموانئ في كلايد، في استيراد التبغ من المستعمرات الأمريكية. طُورت الصناعات الاسكتلندية، وخاصة صناعة الكتان. احتضنت اسكتلندا الثورة الصناعية، فتحولت إلى قوة تجارية وصناعية صغيرة في الإمبراطورية البريطانية. أسس العديد من الشباب مهنًا كمسؤولين إمبراطوريين. أصبح العديد من الاسكتلنديين جنودًا، وعادوا إلى ديارهم بعد عشرين عامًا بمعاش تقاعدهم ومهاراتهم.
منذ عام 1790، أصبحت المنسوجات الصناعة الرئيسية في غرب اسكتلندا، وخاصة غزل القطن ونسجه. ازدهر هذا إلى أن تسببت الحرب الأهلية الأمريكية في عام 1861 في قطع الإمدادات من القطن الخام، ولم تتمكن الصناعة من استعادة عافيتها قط. غير أن اسكتلندا طورت بحلول ذلك الوقت صناعات ثقيلة تقوم على موارد الفحم والحديد. كان اختراع تسخين الهبوب لصهر الحديد (1828) سببًا في إحداث ثورة في صناعة الحديد، وأصبحت اسكتلندا مركزًا للهندسة وبناء السفن وبناء القاطرات. في نهاية القرن التاسع عشر، حل إنتاج الصلب محل إنتاج الحديد إلى حد كبير. أسس المهاجر أندرو كارنيغي (1835-1919) صناعة الصلب الأمريكية، وأمضى الكثير من وقته وإحسانه في اسكتلندا. بقيت الزراعة المكتسبة بعد الاتحاد، والمعايير مرتفعة. مع ذلك، فإن تبني التجارة الحرة في منتصف القرن التاسع عشر جلب الذرة الأمريكية الرخيصة التي بيعت بسعر أرخص من المزارعين المحليين. كانت التطورات الصناعية، برغم أنها جلبت العمل والثروة، سريعة إلى الحد الذي جعل الإسكان، وتخطيط المدن، وتوفير الرعاية الصحية العامة غير مواكبين لها، ولفترة من الزمن كانت الظروف المعيشية في بعض المدن سيئة للغاية.
بلغت صناعة السفن ذروتها في أوائل القرن العشرين، وخاصة في أثناء الحرب العظمى (الحرب العالمية الأولى)، لكنها سرعان ما تدهورت عندما انتهت الحرب. أصبح عيب التركيز على الصناعة الثقيلة واضحًا: إذ كانت بلدان أخرى تقوم بالتصنيع بنفسها ولم تعد أسواقًا للمنتجات الاسكتلندية. داخل بريطانيا ذاتها، كانت هناك أيضًا مركزية متزايدة، وكانت الصناعة تميل إلى التوجه إلى الجنوب، فأصبحت اسكتلندا مهمشة ومهملة. كانت الفترة بأكملها بين الحربين العالميتين من فترات الكساد الاقتصادي، والتي كانت فيه أزمة الكساد الكبير المرحلة الأكثر حدة في مختلف أنحاء العالم في الفترة 1929-1939. عاد الاقتصاد إلى الانتعاش بإنتاج الذخائر خلال الحرب العالمية الثانية. ولكن بعد عام 1945، استمرت الصناعات الثقيلة الأقدم في التدهور وقدمت الحكومة تشجيعًا ماليًا للعديد من الصناعات الجديدة، التي تتراوح بين الطاقة الذرية وإنتاج البتروكيماويات إلى الهندسة الخفيفة؛ أصبح الاقتصاد أكثر تنوعًا وبالتالي أكثر استقرارًا.